# Bazylika św. Wita w Ellwangen (Jagst)
Bazylika św. Wita (niem. Basilika St. Vitus) – rzymskokatolicka świątynia znajdująca się w niemieckim mieście Ellwangen (Jagst).

## Historia
Kościół wzniesiono w latach 1182-1233 jako kościół klasztorny, powstał on na miejscu trzech innych obiektów sakralnych. W 1460 został on kościołem dworskim prepozytów książęcych. W latach 1468–1473 wzniesiono krużganek, a od 1737 do 1741 trwała przebudowa wnętrza świątyni w stylu barokowym wg. projektu Donata Riccarda Rettiego. 18 stycznia 1964 papież Paweł VI nadał jej tytuł bazyliki mniejszej. 30 października 1999 otwarto zamknięte od ponad 200 lat drzwi łączące świątynię z sąsiednim ewangelickim kościołem farnym, w ekumenicznej uroczystości brali udział katoliccy biskupi Gebhard Fürst i Johannes Kreidler oraz luterański biskup Eberhardt Renz.

## Architektura i wyposażenie
Świątynia romańska, trójnawowa, o układzie bazylikowym. Jest długa na 76 m i szeroka na 38 m. Posiada jednonawowy transept. Od północnego zachodu bazylika styka się z ewangelickim kościołem farnym. Dwie wschodnie wieże wznoszą się na 51 metrów, a wieża nad fasadą – na 53 metry. Na tympanonie portalu na elewacji zachodniej znajduje się wizerunek Chrystusa–sędziego wraz z postaciami Jana Apostoła i Marii z Nazaretu. Pod skrzyżowaniem naw znajduje się krypta, w której eksponowana jest kopia złoconego relikwiarza z 870 roku. W kaplicy Najświętszej Maryi Panny znajduje się grób bł. Johanna Philippa Jeningena. Organy wykonał w 1964 roku Werner Walcker-Mayer według projektu Hansa Böhringera w stylu pseudobarokowym, w 1994 zostały one wyremontowane przez Eduarda Wiedenmanna. Posiadają pedał, trzy manuały i 45 głosów.

## Galeria

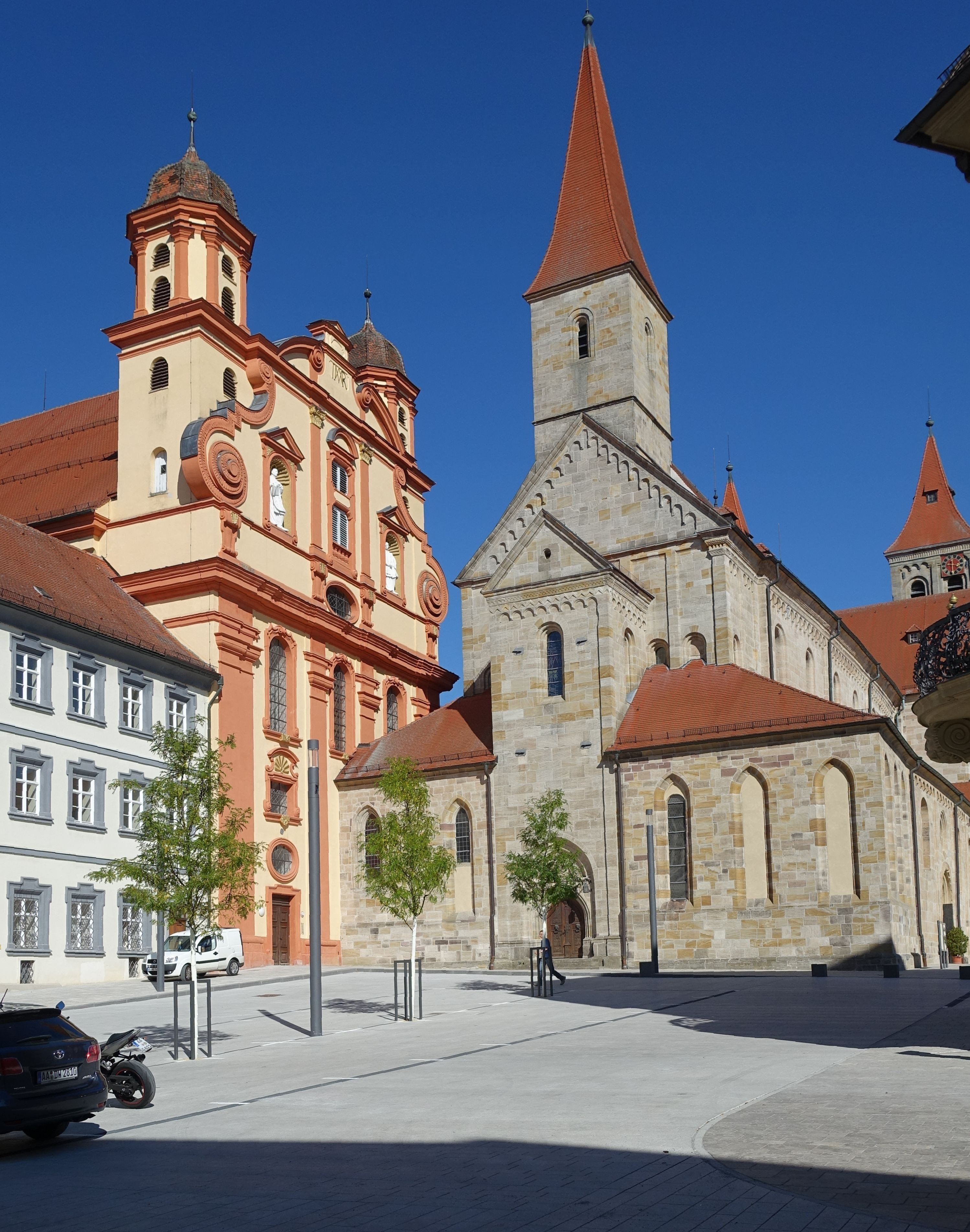
Widok na kościół farny (po lewej) oraz fasadę bazyliki (po prawej)
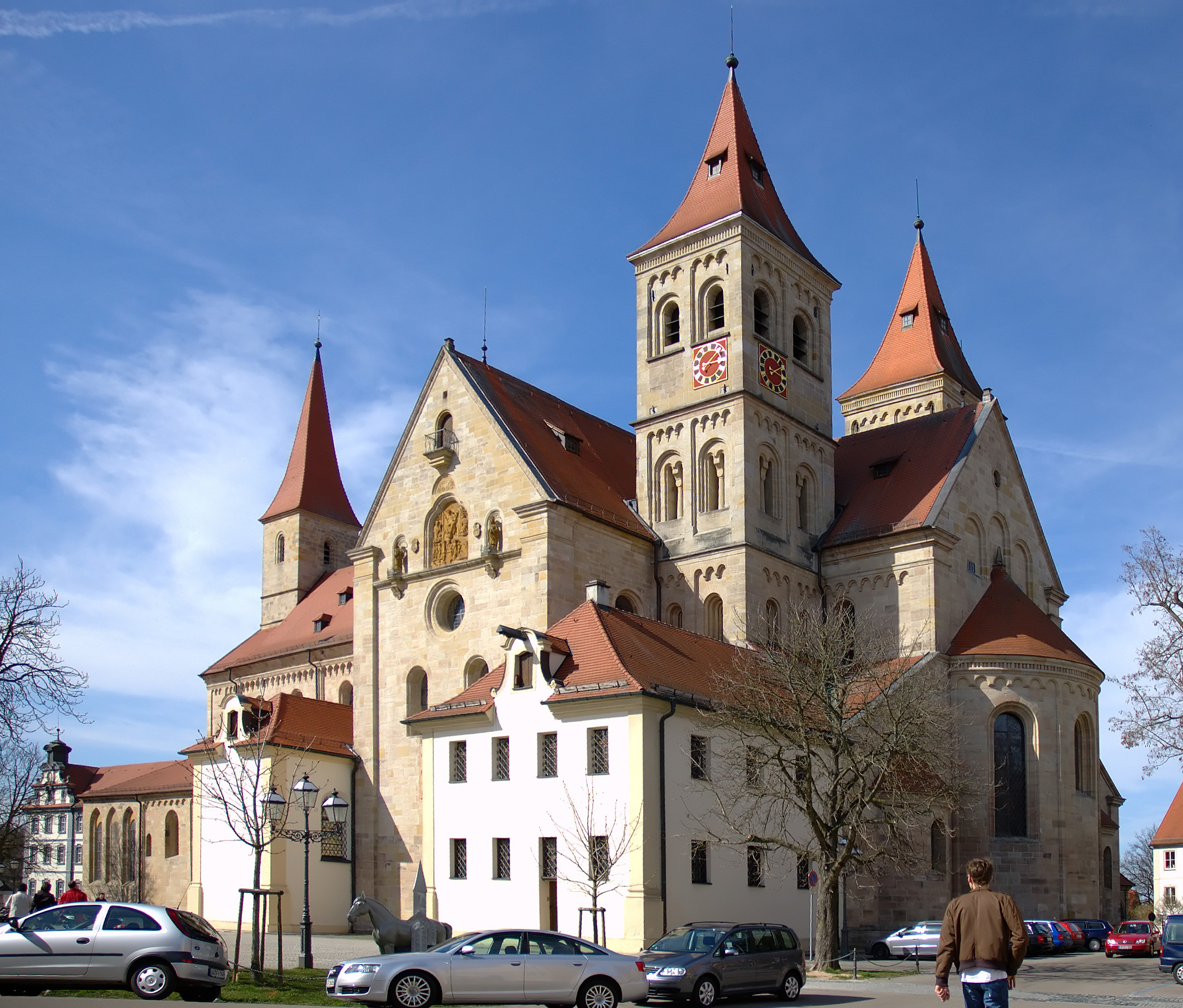
Widok z południowego wschodu
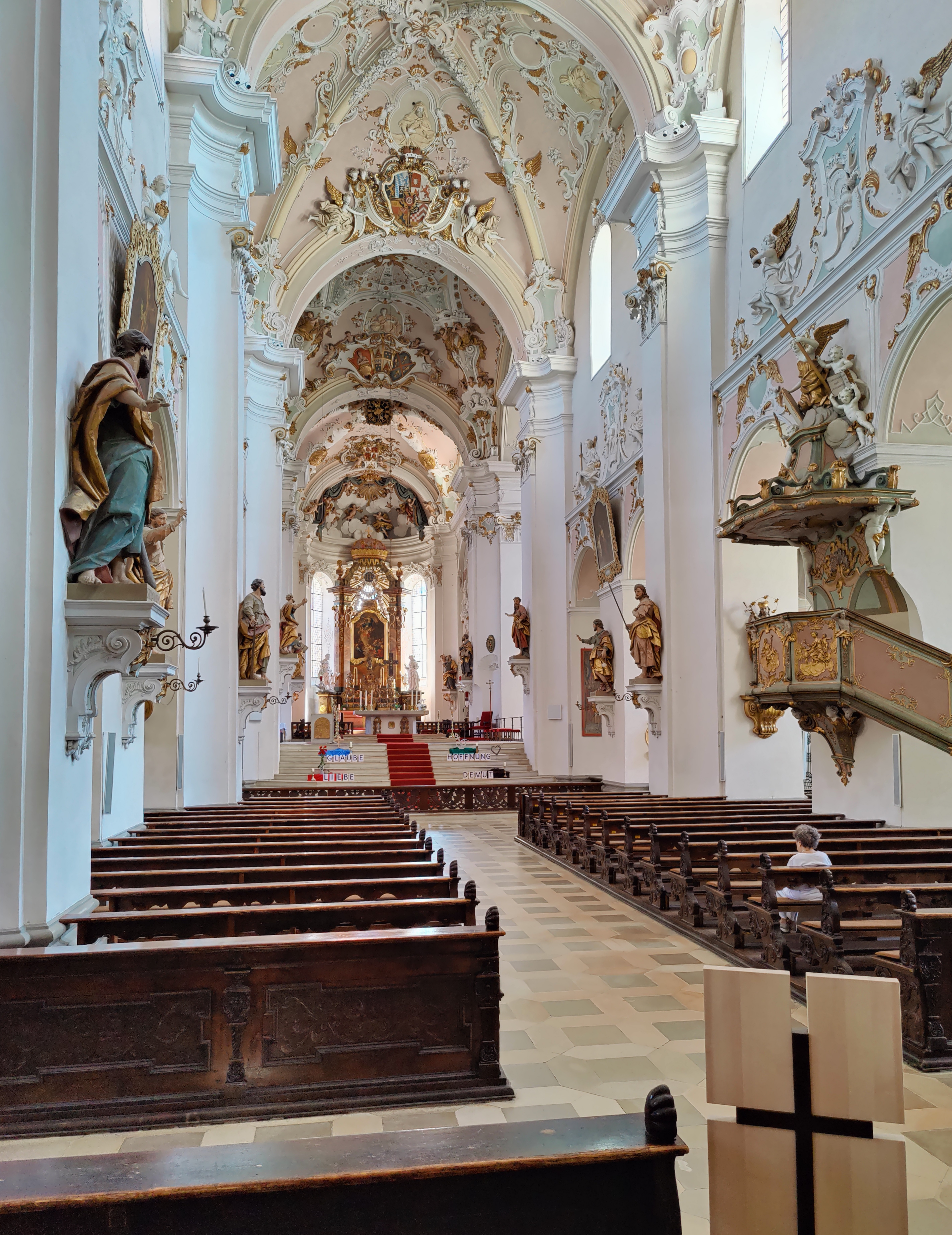
Wnętrze
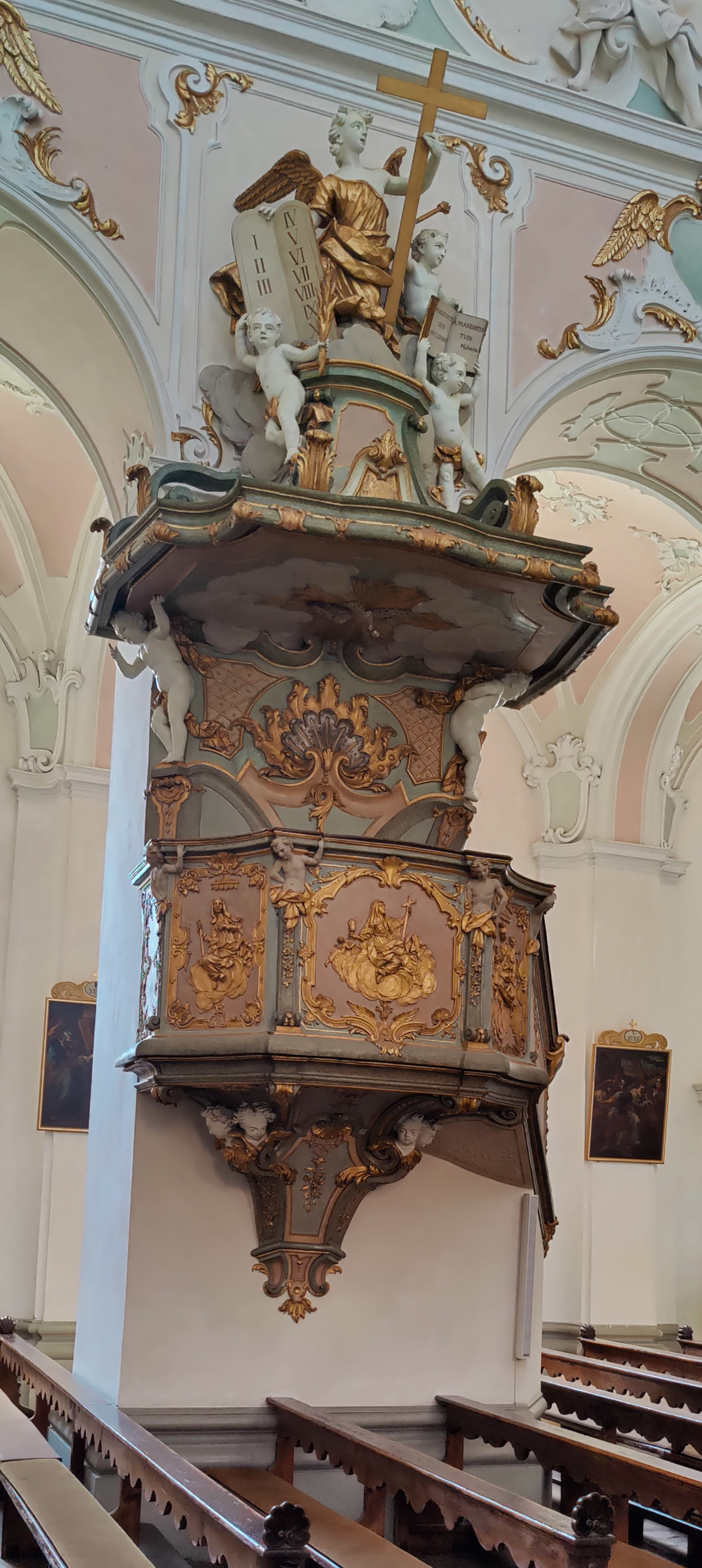
Ambona
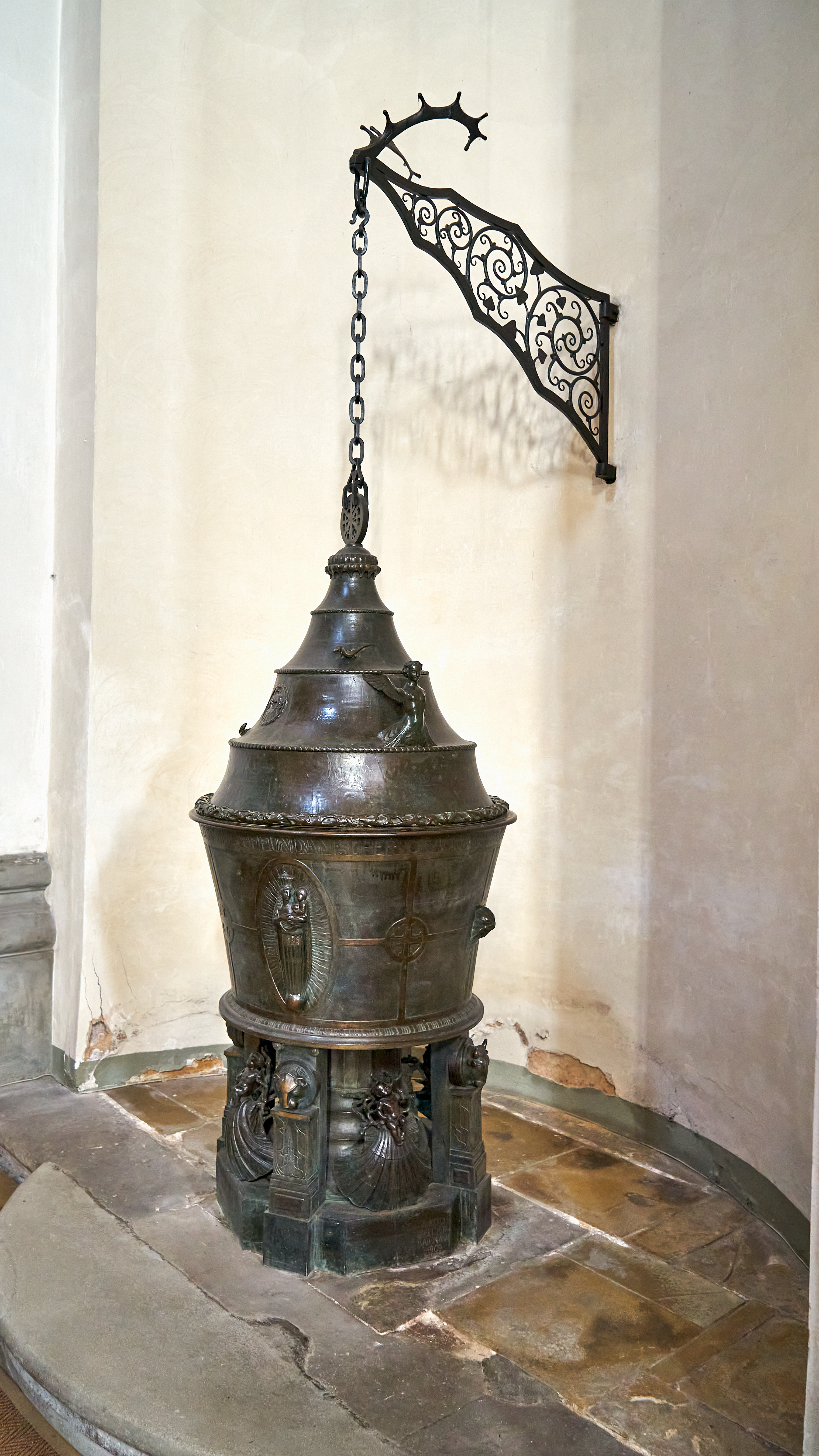
Chrzcielnica
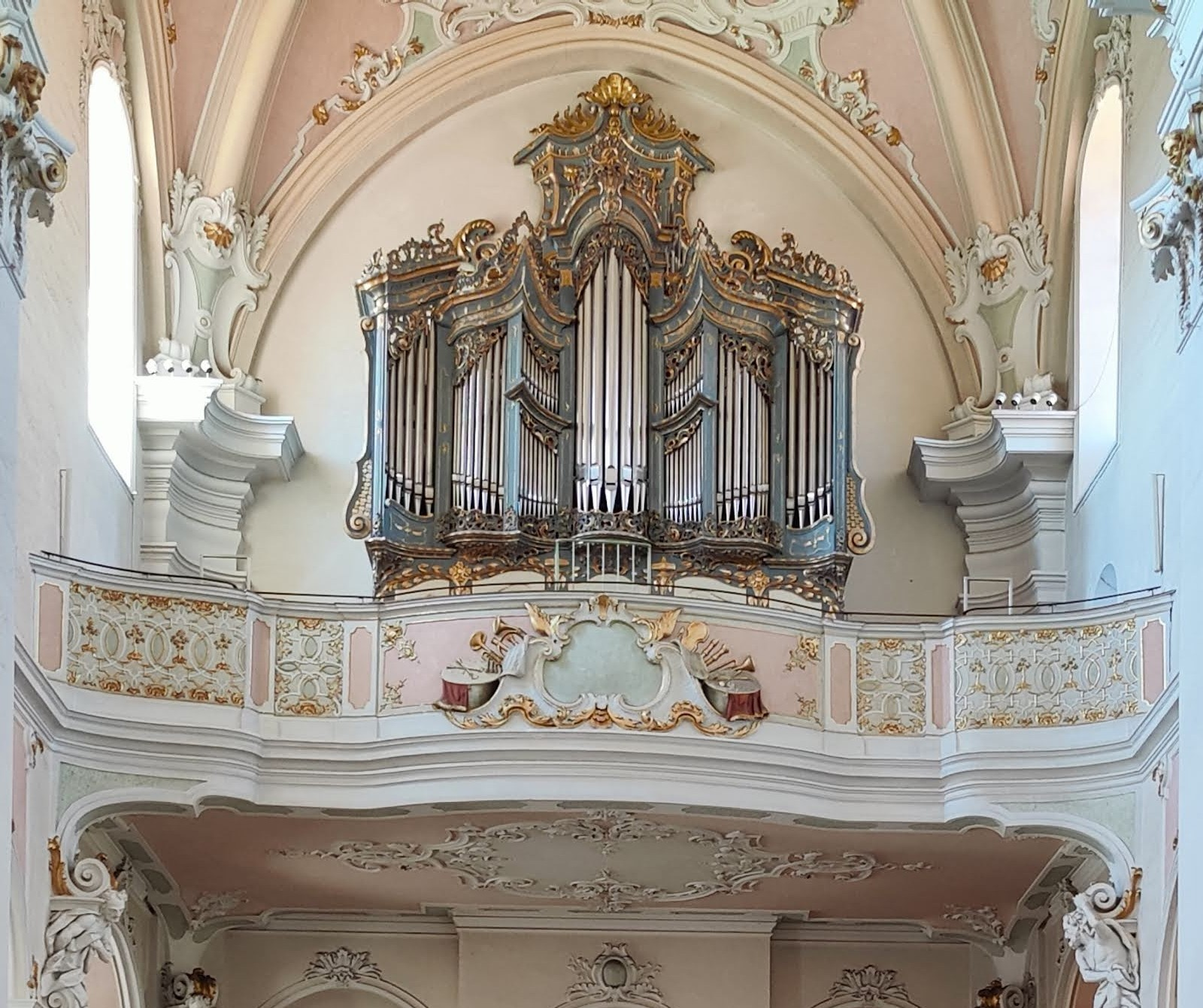
Organy
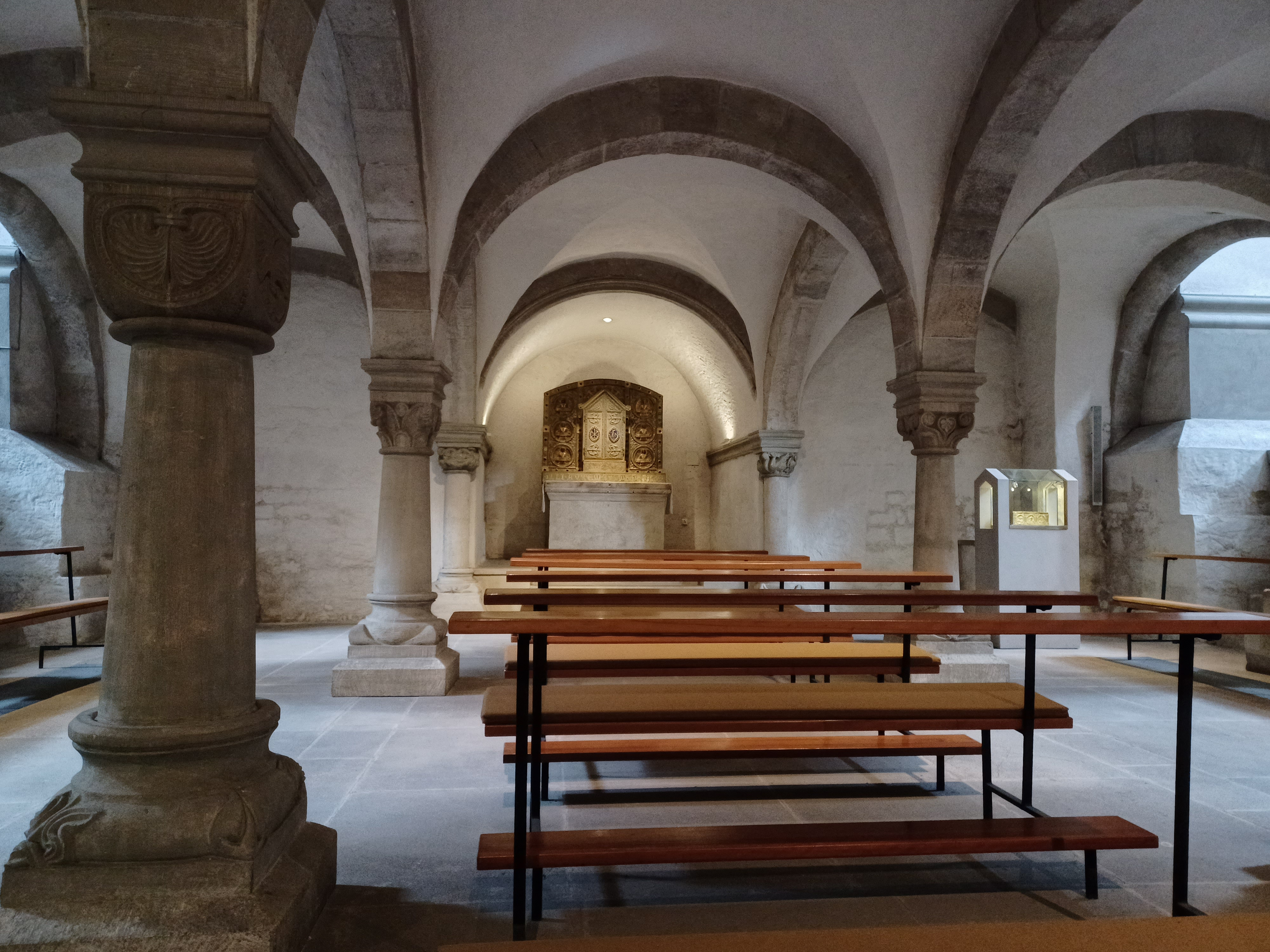
Krypta
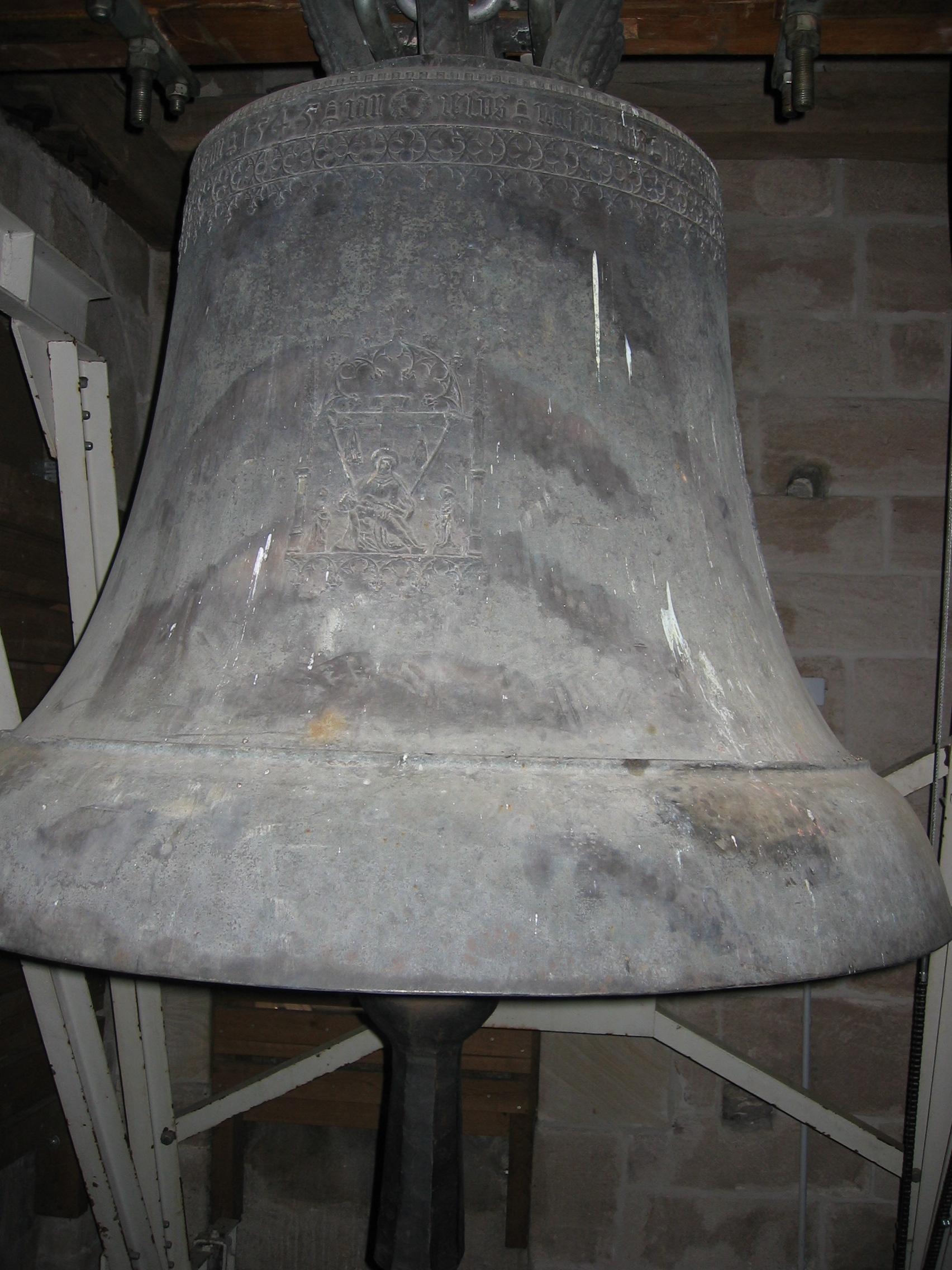
Dzwon Susanna